# Freden i Kiel
Freden i Kiel afslutter i 1814 Napoleonskrigene for Danmarks del. Fredsaftalen indgås mellem Koalitionen (Storbritannien og Sverige kombineret med en mægler fra det neutrale Østrig) og Danmark-Norge, hvis konge blev tvunget til at afstå Norge til kongen af Sverige.
Koalitionen ville lade Danmark-Norge slippe billigt, men kronprins Karl Johan af Sverige gennemtvang krigens fortsættelse, til Kong Frederik 6. gav op og overlod ham hele Norge.
Storbritannien fik Helgoland, mens Danmark – til trøst – fik Svensk Forpommern med Rügen, siden byttet med Lauenburg.
Norge anerkendte ikke Kiel-freden men oprettede et selvstændigt rige ved Eidsvoll-forfatningen 17. maj samme år. Sverige accepterede den norske forfatning, mod at det norske Storting valgte den svenske konge til ny norsk konge i en personalunion. Denne holdt frem til 1905.
Danmark forpligtede sig til straks at bryde med Napoleon og udruste et korps på 10.000 mand til deltagelse i krigen.
En afledt effekt af afståelsen af Norge var, at de norske bilande i Nordatlanten, Færøerne, Island og Grønland kom i direkte statsretlig forbindelse med Danmark. Selv om disse lande gennem mange år var blevet administreret fra København, tilhørte de formelt Norge indtil 1814. Derfor gælder enkelte dele af Norske Lov stadig på Island og Færøerne